# Li Junhui
Li Junhui (en chino: 李俊慧; Anshan, 10 de mayo de 1995) es un deportista chino que compite en bádminton, en la modalidad de dobles.
Participó en los Juegos Olímpicos de Tokio 2020, obteniendo una medalla de plata en la prueba de dobles (junto con Liu Yuchen). En los Juegos Asiáticos de 2018 consiguió dos medallas, oro por equipo y bronce en la prueba de dobles.
Ganó dos medallas en el Campeonato Mundial de Bádminton, oro en 2018 y bronce en 2019.

## Palmarés internacional
| Juegos Olímpicos   | Juegos Olímpicos    | Juegos Olímpicos  | Juegos Olímpicos |
| Año                | Lugar               | Medalla           | Prueba           |
| ------------------ | ------------------- | ----------------- | ---------------- |
| 2020               | Tokio (Japón)       | Medalla de plata  | Dobles           |
| Campeonato Mundial |                     |                   |                  |
| Año                | Lugar               | Medalla           | Prueba           |
| 2018               | Nankín (China)      | Medalla de oro    | Dobles           |
| 2019               | Basilea (Suiza)     | Medalla de bronce | Dobles           |
| Juegos Asiáticos   |                     |                   |                  |
| Año                | Lugar               | Medalla           | Prueba           |
| 2018               | Yakarta (Indonesia) | Medalla de oro    | Equipo           |
| 2018               | Yakarta (Indonesia) | Medalla de bronce | Dobles           |